# Cobra Speed Venom
Cobra Speed Venom è il decimo album in studio del gruppo musicale svedese The Crown, pubblicato nel 2018.

## Tracce
1. Destroyed by Madness – 5:15
2. Iron Crown – 3:23
3. In the Name of Death – 4:57
4. We Avenge! – 5:16
5. Cobra Speed Venom – 4:55
6. World War Machine – 5:05
7. Necrohammer – 4:01
8. Rise in Blood – 2:58
9. Where My Grave Shall Stand – 4:35
10. The Sign of the Scythe – 7:02
11. Nemesis Diamond (traccia bonus edizione Deluxe edition e Giappone) – 3:47
12. The Great Dying (traccia bonus edizione Deluxe edition e Giappone) – 6:04
13. Ride the Fire (traccia bonus Giappone) – 3:22

## Formazione
- Magnus Olsfelt – basso
- Johan Lindstrand – voce
- Robin Sorqvist – chitarra, cori
- Marko Tervonen – chitarra
- Henrik Axelsson – batteria